# Курна (озеро)
Курна́ или Курна́с  (греч. λίμνη Κουρνά) — крупнейшее пресноводное озеро на острове Крит. Расположено на восточных склонах хребта Лефка-Ори, в 48 км к юго-востоку от города Ханья, близ города Георгиуполи. Окружность озера — около 3,5 км, площадь немногим более 1,2 км², наибольшая глубина — 25 м. Дно озера на 3 м ниже уровня моря. Из озера вытекает река Делфинас (греч. Δέλφινας).
В средние века озеро носило название Коресия (англ. Koresia lake, греч. Λιμνη Κορησσία), так как неподалёку находился храм, построенный в честь Афины Коресийской. Нынешнее название переводится с арабского как «озеро».
Территория озера является охраняемой — озеро Курна входит в европейскую программу по защите естественной красоты и экологии «Натура 2000». В нём обитают черепахи.
Южнее озера в местечке Кератида находится пещера Курна, обнаруженная в 1961 году. У пещеры несколько входов на разных уровнях.